# Pacto Europeo sobre Inmigración y Asilo
El Pacto Europeo de Inmigración y Asilo es un acuerdo migratorio aprobado en Cannes por los ministros de Justicia e Interior de la Unión Europea (UE) en el cual se establece la expulsión de los inmigrantes irregulares a sus países de origen o tránsito.
El Pacto se estructura en torno a cinco áreas: organizar la inmigración legal en función de las necesidades del mercado de trabajo, luchar contra la inmigración ilegal y organizar las expulsiones, aumentar el control de las fronteras, sentar las bases de una política europea común de asilo y crear una asociación con los países de origen y tránsito de la inmigración. 
La Unión Europea argumenta que dicha disposición se debe a que los países miembros no poseen los medios para acoger dignamente a todos los inmigrantes.
- Datos: Q6057093